# لوکا فوسکو
لوکا فوسکو (انگلیسی: Luca Fusco؛ زادهٔ ۳۱ اوت ۱۹۷۷) بازیکن فوتبال اهل ایتالیا است.
از باشگاه‌هایی که در آن بازی کرده‌است می‌توان به باشگاه فوتبال جنوآ، باشگاه فوتبال سالرنیتانا، باشگاه فوتبال مسینا، و باشگاه فوتبال کروتونه اشاره کرد.